# La Tallada d'Empordà

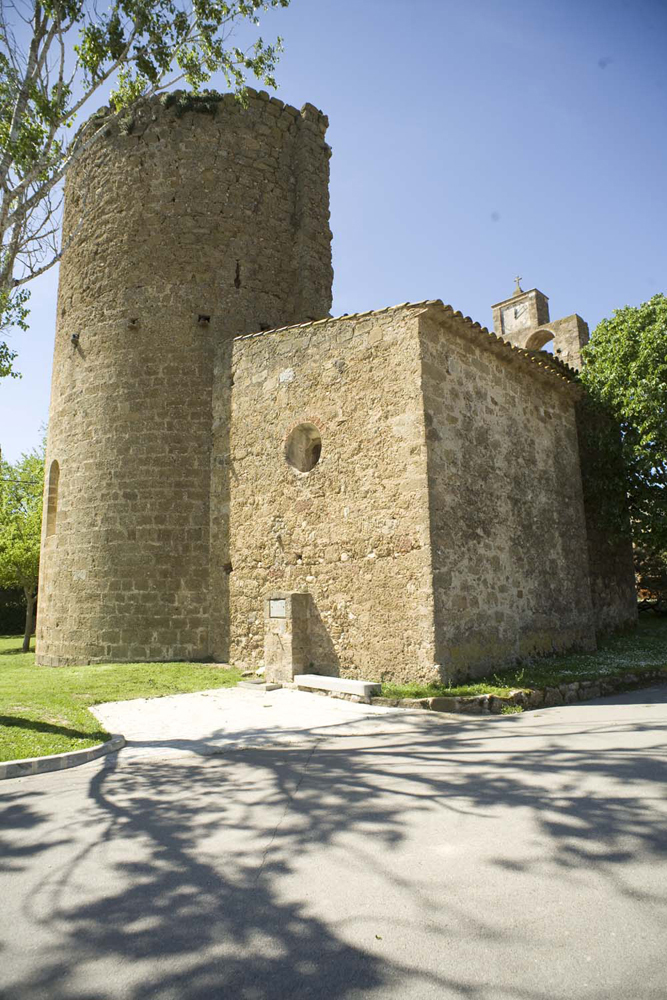
Oude kasteeltoren in gebruik als absis van de kerk van La Tallada d'Empordà

La Tallada d'Empordà is een gemeente in de Spaanse provincie Girona in de regio Catalonië met een oppervlakte van 17 km². La Tallada d'Empordà telt 451 inwoners (1 januari 2016).

## Demografische ontwikkeling
Bron: INE, 1857-2011: volkstellingen
Opm.: In 1857 werden de gemeenten Canet de Verges en Maranyà aangehecht